# Babilonia (película)
 Babilonia es una película de Argentina dirigida por Jorge Salvador sobre su propio guion según la obra homónima de Armando Discépolo que se produjo en 1987 y que tuvo como actores principales a Ricardo Bertone, Raúl Escobar, Isabel Brunello y  Graciela Castro.

## Sinopsis
Los conflictos de quienes viven en la casa de un italiano rico, tanto de amos como de criados.

## Reparto
| Actor              | Personaje |
| ------------------ | --------- |
| Ricardo Bertone    |           |
| Raúl Escobar       |           |
| Isabel Brunello    |           |
| Graciela Castro    |           |
| César Carducci     |           |
| Víctor Moll        |           |
| Esther Fernández   |           |
| Jenny Bonetto      |           |
| Chiochi Cardarelli |           |
| Guillermo Lombardi |           |
| Cecilia Flores     |           |